# جائزة ألمانيا الكبرى للدراجات النارية 1999
جائزة ألمانيا الكبرى للدراجات النارية 1999 هو سباق دراجات نارية أقيم بتاريخ 18 يوليو 1999. كان الجولة التاسعة من أصل 16 في سباق الجائزة الكبرى للدراجات النارية موسم 1999. فاز الأمريكي كيني روبرتس جونيور بفئة 500 سي سي.

## وصلات خارجية
- الموقع الرسمي